# Bodo Tümmler
Bodo Tümmler (nacido el 8 de diciembre de 1943) es un atleta alemán retirado especialista en pruebas de medio fondo. Obtuvo la medalla de bronce en la prueba de 1.500 m de los Juegos Olímpicos de México 1968. 
Tümmler nació en Toruń durante la ocupación nazi de Polonia y compitió para la República Federal de Alemania. En 1966 se proclamó campeón de Europa de los 1.500 m y fue tercero tras el también alemán pero oriental Manfred  Matuschewski 1º y otro occidental, Franz-Josf Kemper en los 800 m de los mismos campeonatos. En la final de 1.500 m de los Juegos Olímpicos de México llegó a la última vuelta en segunda posición por delante de su compatriota Harald Norpoth pero ya muy alejado del ganador Kipchoge Keino. Finalmente se vería superado por el norteamericano Jim Ryun. Fue medalla de oro en la prueba de 1.500 m en las Universiadas de 1965 y 1967.